# 劳里·莫诺宁
劳里·莫诺宁（芬蘭語：Lauri Mononen，1950年3月22日—2018年8月5日），芬兰男子冰球运动员，场上位置是前锋。他曾代表芬兰国家队参加1972年冬季奥林匹克运动会冰球比赛，获得第5名。